# Burnt Corn

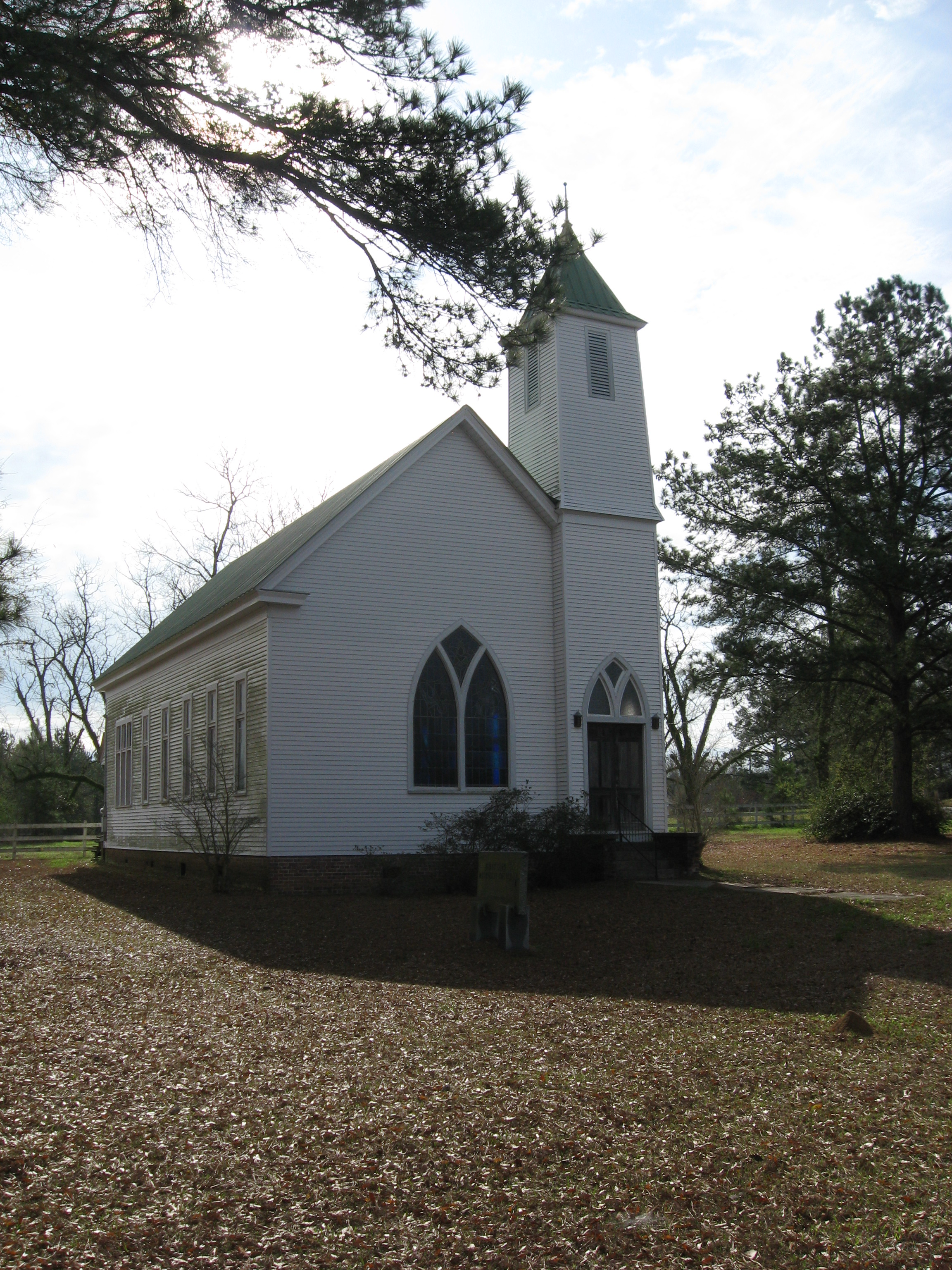
Igreja Metodista, no Burnt Corn.

Burnt Corn é uma comunidade não incorporada localizada na fronteira entre o condado de Monroe e o condado de Conecuh, do estado norte-americano do Alabama.

## Dados demográficos
De acordo com o censo dos Estados Unidos de 1880, habitavam trinta e três pessoas na comunidade. Esta foi a única vez que o censo foi realizado nesta região.